# Unità di Ariano
L'unità di Ariano (detta anche Ariano unit nelle pubblicazioni in lingua inglese) è un'unità stratigrafica dell'Appennino meridionale. Essa trae il proprio nome dalla città di Ariano (l'attuale Ariano Irpino) ove fu inizialmente osservata nei burroni a pareti verticali che circondano il centro abitato, ma è diffusa a macchia di leopardo in un'area assai più vasta compresa approssimativamente tra Benevento e Potenza.

## Descrizione
L'unità di Ariano è una formazione sedimentaria alquanto superficiale (il suo spessore è nell'ordine delle centinaia di metri), piuttosto recente (non antecedente al Pliocene medio) e ad andamento sub-orizzontale. Essa poggia su formazioni assai più possenti e relativamente più antiche, appartenenti in prevalenza all'unità molisano-lagonegrese (arenarie, molasse e argille varicolori risalenti almeno al Miocene, se non prima), le quali affiorano in superficie su vasti tratti (solitamente sotto forma di altipiani ondulati e scarsamente incisi dall'erosione), interrompendo così la continuità dell'unità di Ariano. In qualche area di pianoro o di fondovalle l'unità di Ariano è a sua volta sovrastata da depositi alluvionali o piroclastici del Pleistocene.
Originariamente il cosiddetto bacino di Ariano costituiva esso stesso un ambiente di tipo alluvionale, oppure di delta fluviale; in seguito fu sommerso, trasformandosi così in un fondale marino scarsamente profondo (di cui si conservano i resti fossili), prima di riemergere e risollevarsi senza subire sostanziali deformazioni. L'unità di Ariano ha una struttura stratificata piuttosto uniforme, con argille in basso, sabbie nel mezzo e conglomerati in alto; la matrice è comunque calcarea. In generale le rocce, avendo una composizione alquanto eterogenea e un'origine relativamente recente, sono poco coerenti e pertanto assai soggette all'erosione. Ciò fa sì che le sue alture si presentino piuttosto arrotondate, tanto che la stessa linea spartiacque è poco evidente; di contro, le valli sono assai profonde e spesso scoscese: frequenti sono dunque le frane, talvolta innescate dai terremoti. Dal 2012 una stazione sismica dell'INGV è ubicata sulla stessa sella di Ariano, presso l'istituto di ricerche Biogem, laddove l'unità di Ariano (caratterizzata localmente da argille grigio-brune) entra in contatto tanto con le più antiche argille varicolori, quanto con i più recenti depositi continentali del Quaternario.
L'unità di Ariano è stata definita per la prima volta all'inizio degli anni '70 del XX secolo; secondo le parole dei suoi stessi autori essa "è costituita dalle successioni plio-pleistoceniche dei bacini intra-appenninici, individuatisi dopo la fase tettonica del Pliocene medio; si tratta di depositi prevalentemente clastici di ambiente generalmente neritico". Altri autori parlano invece di due cicli sedimentari distinti (uno del Pliocene medio e un altro, più tardivo, del Pliocene superiore-Pleistocene inferiore). Secondo alcuni studi condotti nei primi decenni del XXI secolo l'unità di Ariano può essere anche interpretata come una serie complessa di unità sintemiche, per la quale è stata proposta la denominazione di supersintema di Ariano o anche supersintema di Ariano Irpino.